# Saint-Paul-de-Tartas
Saint-Paul-de-Tartas è un comune francese di 199 abitanti situato nel dipartimento dell'Alta Loira della regione dell'Alvernia-Rodano-Alpi.

## Società

### Evoluzione demografica
Abitanti censiti